# Studebaker Wagonaire
La Wagonaire è un'autovettura station wagon costruita dalla Studebaker dal 1963 al 1966.

## Contesto
Il modello aveva la parte posteriore del tettuccio scorrevole e retraibile, così che permetteva anche il carico di oggetti che sarebbero stati troppo alti per le altre auto dell'epoca. La soluzione del tettuccio scorrevole rese la Wagonaire unica; aveva il meccanismo di bloccaggio sopra i posti posteriori. Questa soluzione permetteva, ad esempio, il trasporto di frigoriferi in posizione verticale.
Questa soluzione di tettuccio è stata un'invenzione del famoso designer Brooks Stevens, che fu assunto dal presidente della casa automobilistica di South Bend, Sherwood Egbert, per trovare nuove vie per l'espansione dalla gamma di auto offerte dall'azienda, senza ingenti investimenti di capitali nella manodopera. Stevens fu anche il designer che progettò anche la Kaiser Jeep Wagonaire, un SUV che rimase in produzione fino agli anni novanta.
La Wagonaire fu ispirata dalla concept car prodotta in Germania “Scimitar” del 1959 (sempre progettata da Stevens), e fu basata sulla Lark station wagon, ma con la linea di cintura modificata.
Poteva trasportare sei passeggeri (cinque con il sedili singoli profilati ottenibili a richiesta) oppure otto se equipaggiata con una terza fila di sedili rivolta posteriormente, posizionati nel vano bagagli, quest'ultima soluzione optional dal 1965. Quando la terza fila di sedili veniva richiesta, le vetture venivano equipaggiate con gli speciali pneumatici "Captive-Air" (cioè resistenti alla foratura), poiché la fila di sedili addizionale andava a occupare lo spazio normalmente richiesto per la ruota di scorta.
Sfortunatamente per la Studebaker, i primi acquirenti della Wagonaire scoprirono che i tettucci delle loro nuove autovetture facevano filtrare acqua, più precisamente nella parte anteriore degli stessi. Questo problema fu affrontato dall'azienda, ma con scarsi risultati. Come risultato delle perdite d'acqua, il tetto fisso entrò subito in produzione già dal gennaio del 1963. Fu venduto a 100 dollari in meno rispetto al tetto scorrevole; l'acquirente però poteva solo ordinarlo come opzional.
Quando la Studebaker chiuse il suo stabilimento principale a South Bend, e concentrò la produzione a Hamilton (Canada), tolse di listino la Avanti e la Hawk, ma continuò a costruire la Lark e la Wagonaire.

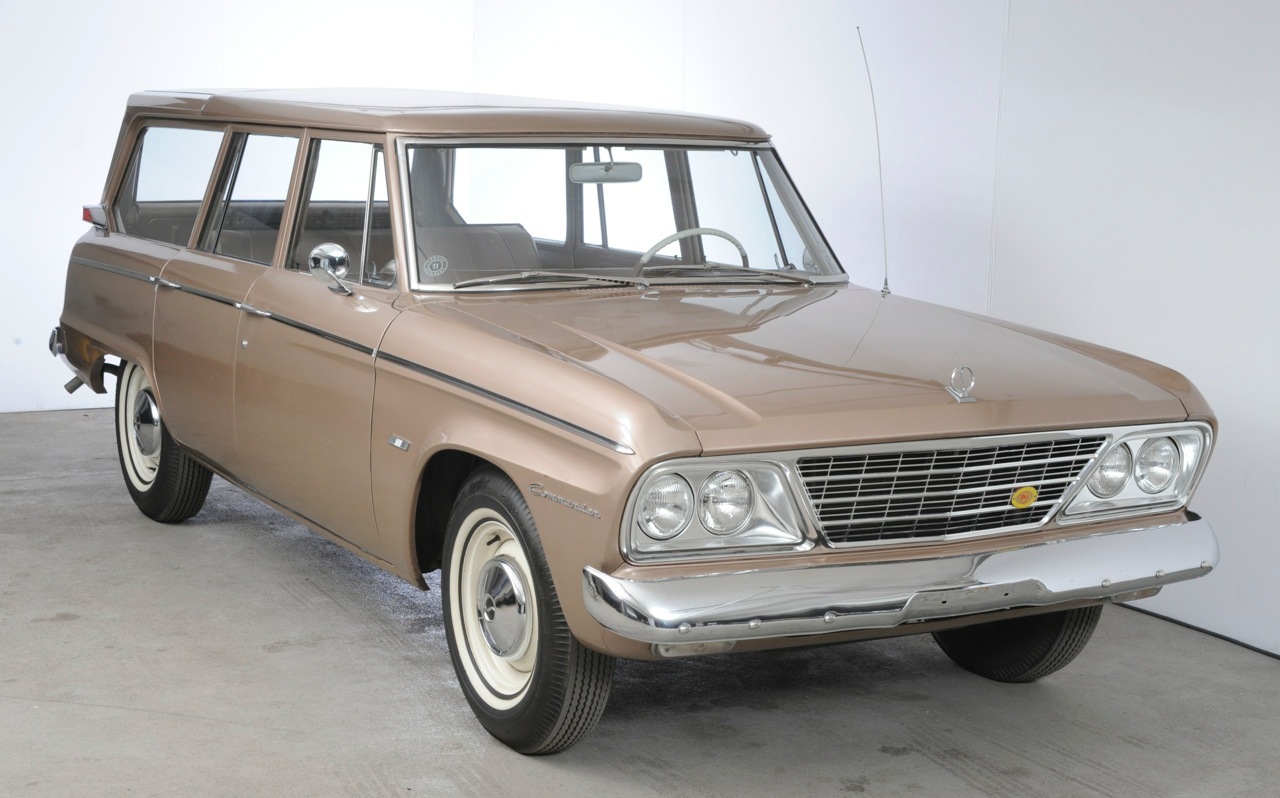
Studebaker Wagonaire del 1965

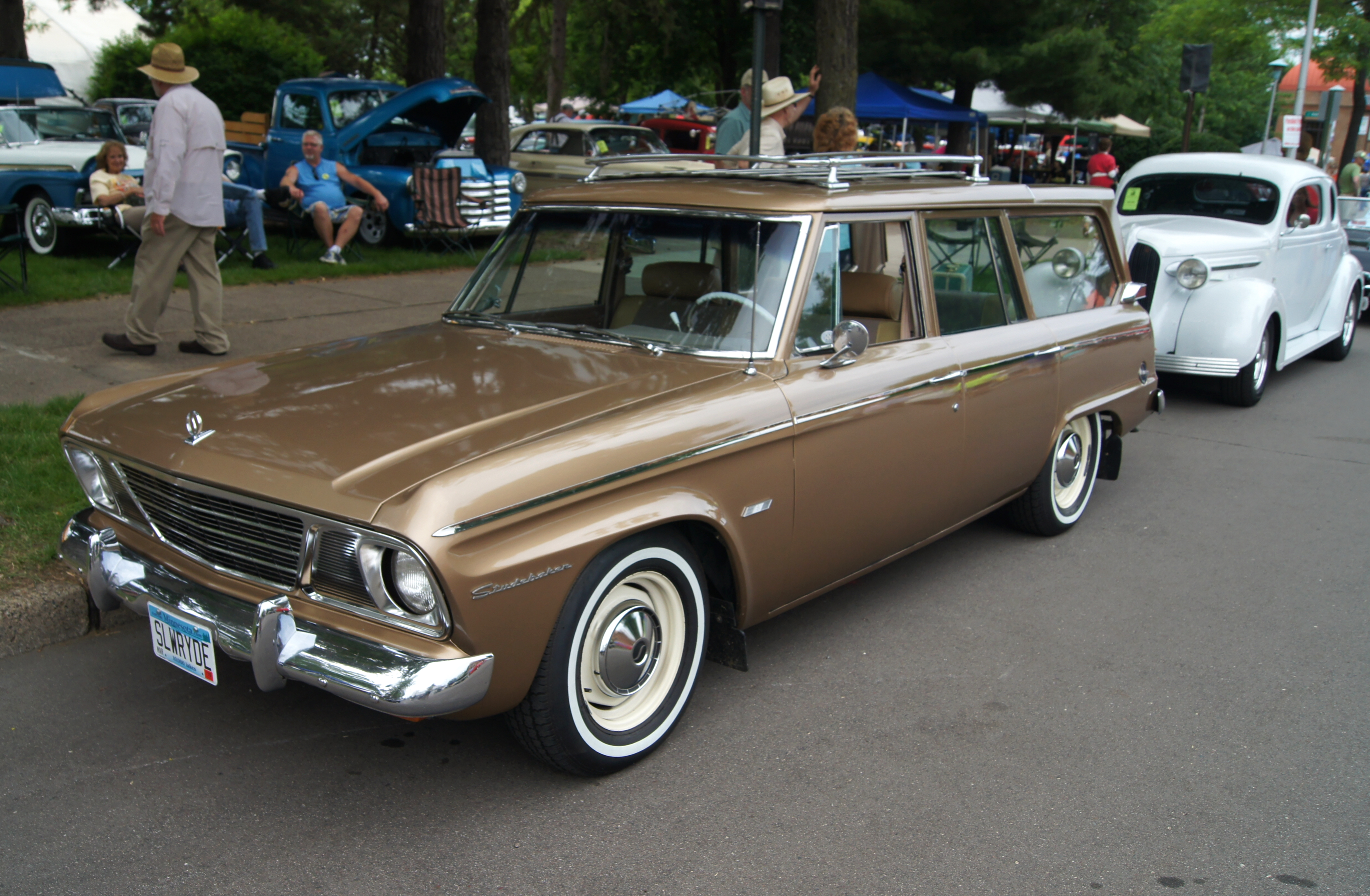
Studebaker Wagonaire del 1964

I modelli del 1964, che furono costruiti solo in Canada da dicembre 1963, furono gli ultimi a montare un motore originale Studebaker. Dall'inizio del 1965 infatti la General Motors iniziò a fornire propulsori basati sul sei cilindri e sul V8 della Chevrolet. Dal 1965 furono disponibili solo i modelli con tetto scorrevole.
Il tetto fisso ritornò disponibile dal 1966, l'ultimo anno di produzione della Studebaker prima della chiusura. Non erano però più disponibili i due posti per passeggeri aggiuntivi nel vano portatagli. Oltre a questo, nel 1966 la Wagonaire si ispirò nella linea alla Commander con gli interni basati sulla sportiva Daytona. Solo 940 Wagonaire furono fabbricate nello stesso anno, con la versione a tetto fisso piuttosto rara.
La Matchbox costruì un modellino della Wagonaire, completo anche tetto scorrevole, che fu venduto anche molti anni dopo la chiusura della Studebaker. Anche la Husky commercializzò un modellino simile a quello della Matchbox.

## Una station wagon ad alte prestazioni

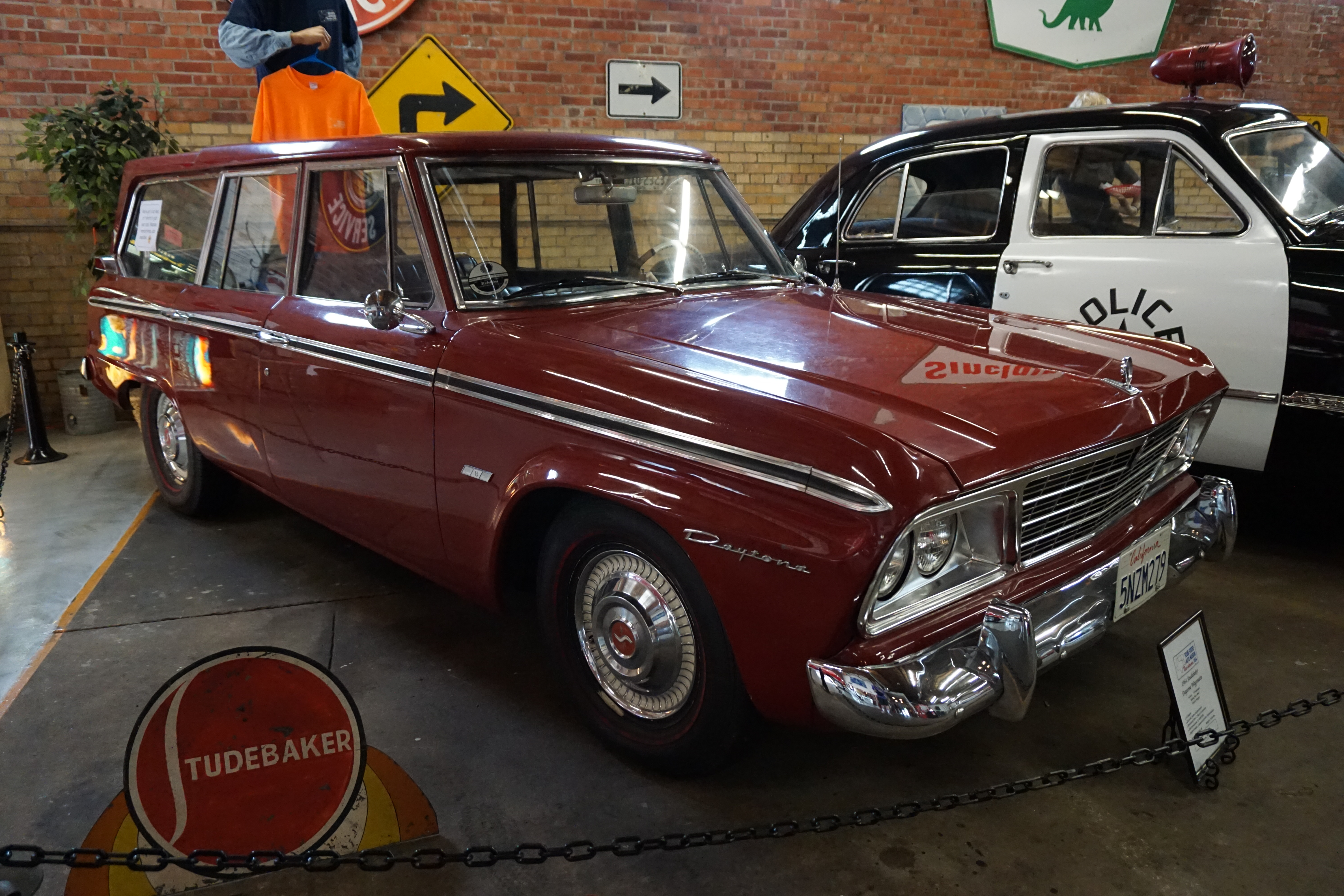
Studebaker Daytona Wagonaire

La Wagonaire basata sulla Daytona è considerata un precursore delle attuali station wagon ad alte prestazioni. Equipaggiata con un motore V8, un carburatore a quadruplo corpo, un cambio manuale con leva montata sul volante e overdrive, la Wagonaire era all'avanguardia rispetto alle altre station wagon commercializzate all'epoca.
Nell'ultimo periodo di vendita, la Wagonaire poteva essere ordinata con il potente V8 dell'Avanti e il cambio a quattro rapporti con leva sul fondo.

## Un piccolo revival della Wagonaire
Il tettuccio retraibile fu applicato dalla General Motors sul GMC Envoy nel 2003 e nel 2004. Una caratteristica che la GMC ha adottato, e che non ha fatto a suo tempo la Studebaker ad applicarlo, è costituita dall'azionamento elettrico del tetto apribile. In ogni modo, il modello General Motors non fu popolare come la Wagonaire, e la GM cessò la produzione del modello nel 2005.